# Florida Film Critics Circle Awards 2015
Na 20. ročníku udílení cen Florida Film Critics Circle Awards byly předány ceny v těchto kategoriích dne 23. prosince 2015. Nominace byly oznámeny 21. prosince 2015.

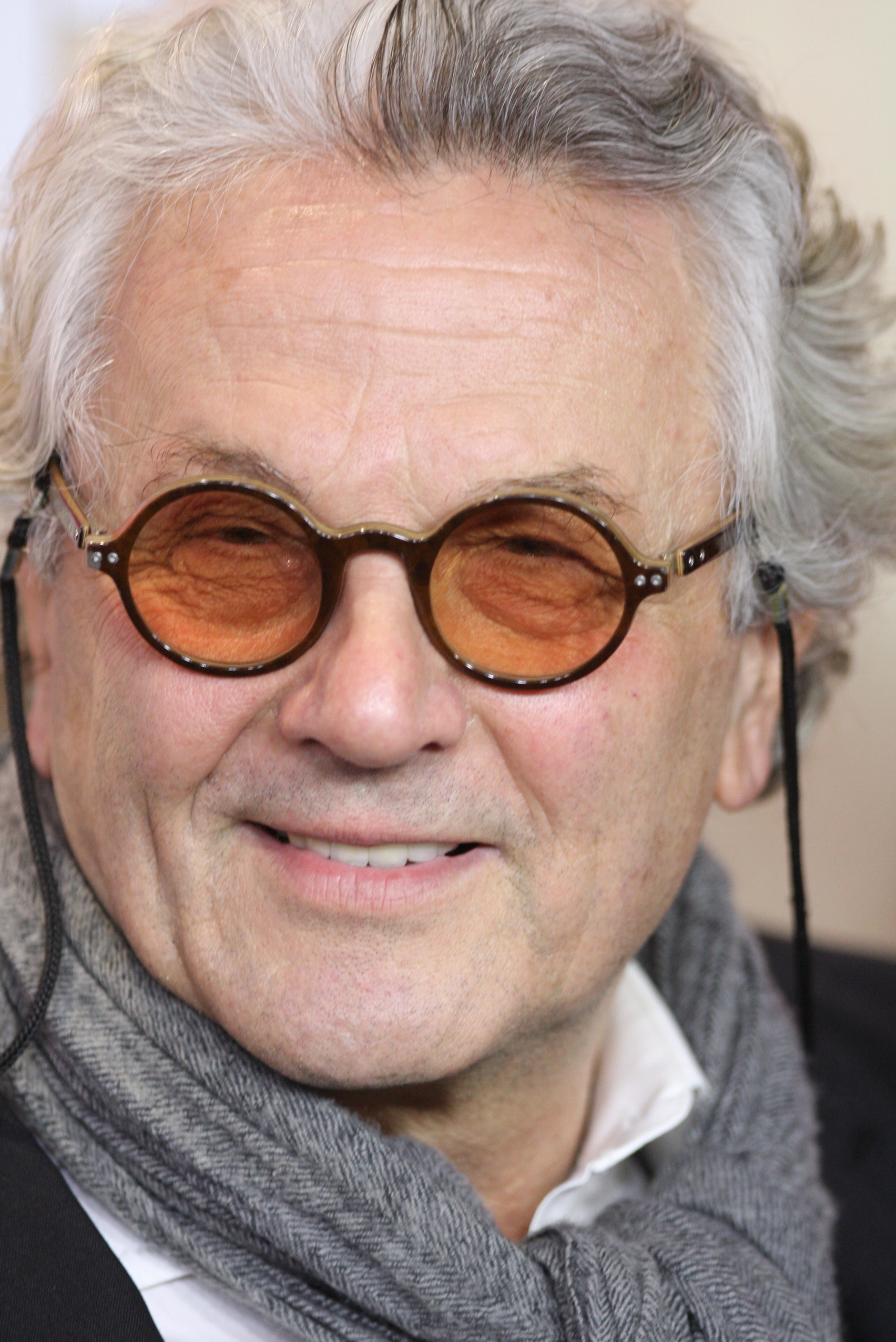
George Miller vítěz v kategorii nejlepší režie

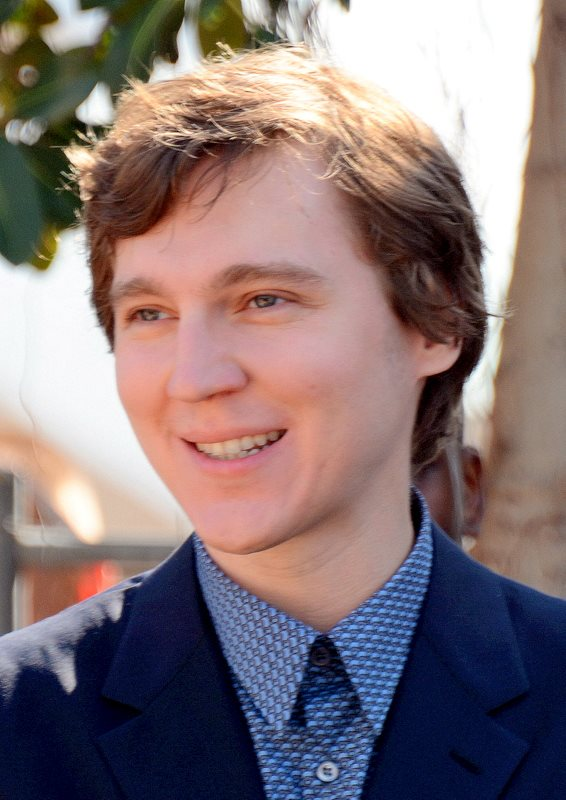
Paul Dano vítěz v kategorii nejlepší herec v hlavní roli

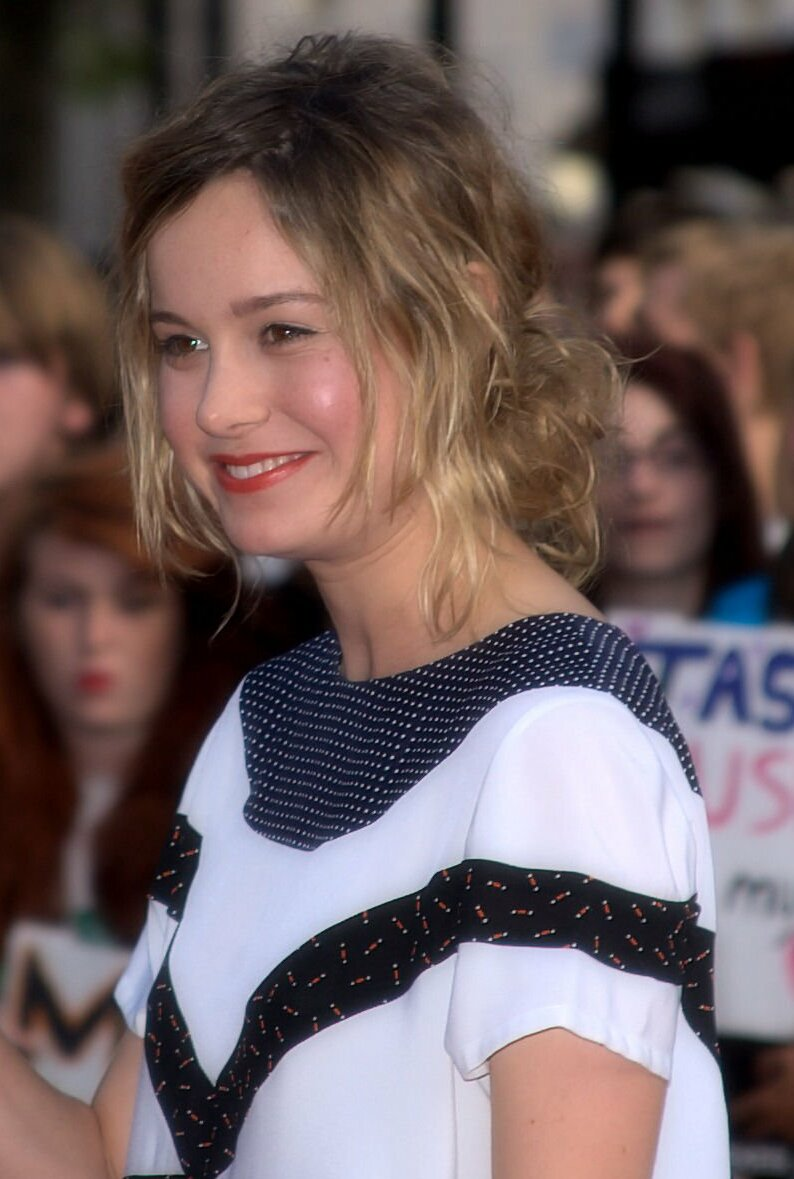
Brie Larson vítězka v kategorii nejlepší herečka v hlavní roli

## Vítězové a nominovaní

### Nejlepší film
Šílený Max: Zběsilá cesta
- Spotlight
- Sázka na nejistotu
- Carol
- Marťan
- Room

### Nejlepší režisér
George Miller – Šílený Max: Zběsilá cesta
- Alejandro González Iñárritu– Revenant Zmrtvýchvstání
- Ridley Scott – Marťan
- Tom McCarthy – Spotlight
- Todd Haynes – Carol

### Nejlepší herec v hlavní roli
Paul Dano – Love & Mercy
- Leonardo DiCaprio – Revenant Zmrtvýchvstání
- Michael Fassbender – Steve Jobs
- Eddie Redmayne – Dánská dívka
- Bryan Cranston – Trumbo

### Nejlepší herečka v hlavní roli
Brie Larson – Room
- Cate Blanchett – Carol
- Saorise Ronan – Brooklyn
- Charlize Theron – Šílený Max: Zběsilá cesta
- Charlotte Rampling – 45 let

### Nejlepší herec ve vedlejší roli
Oscar Isaac – Ex Machina
- Mark Rylance – Most špionů
- Michael Shannon – 99 Homes
- Sylvester Stallone – Creed
- Mark Ruffalo – Spotlight

### Nejlepší herečka ve vedlejší roli
Kristen Stewart – Sils Maria
- Rooney Mara – Carol
- Alicia Vikander – Ex Machina
- Jennifer Jason Leigh - Osm hrozných
- Elizabeth Banks – Love & Mercy

### Nejlepší obsazení
- Spotlight
- Sázka na nejistotu
- Straight Outta Compton
- Mistress America
- Transdarinka

### Nejlepší původní scénář
Tom McCarthy a Josh Singer – Spotlight
- Alex Garland – Ex Machina
- Quentin Tarantino – Osm hrozných
- Pete Docter, Meg LeFauve a Josh Cooley – V hlavě
- Noah Baumbach a Greta Gerwig – Mistress America

### Nejlepší adaptovaný scénář
Adam McKay a Charles Randolph – Sázka na nejistotu
- Nick Hornby – Brooklyn
- Emma Donoghue – Room
- Aaron Sorkin – Steve Jobs
- Phyllis Nagy – Carol

### Nejlepší cizojazyčný film
Assassin
- Saulův syn
- Mustang
- Fénix
- Mami!

### Nejlepší dokument
Amy
- Podoba ticha
- Best of Enemies
- Země kartelů
- Heart of a Dog

### Nejlepší animovaný film
V hlavě
- Anomalisa
- Hodný dinosaurus
- Snoopy a Charlie Brown. Peanuts ve filmu
- Ovečka Shaun ve filmu

### Nejlepší kamera
John Seale – Šílený Max: Zběsilá cesta
- Emmanuel Lubezki – Revenant Zmrtvýchvstání
- Roger Deakins – Sicario: Nájemný vrah
- Edward Lachman – Carol
- Luca Bigazzi – Mládí

### Nejlepší výprava
Judy Becker, Heather Loeffler – Carol
- Colin Gibson, Lisa Thompson a Katie Sharrock – Šílený Max: Zběsilá cesta
- François Séguin, Jenny Oman, Suzanne Cloutier a Louise Tremblay– Brooklyn
- Keith P. Cunningham a Maggie Martin – Love & Mercy
- Thomas E. Sanders, Jeffrey A. Melvin a Shane Vieau – Purpurový vrch

### Nejlepší vizuální efekty
Šílený Max: Zběsilá cesta
- Ex Machina
- Marťan
- Star Wars: Síla se probouzí
- Muž na laně

### Nejlepší hudba
Atticus Ross – Love & Mercy
- Ennio Morricone – Osm hrozných
- Carter Burwell – Carol
- Junkie XL – Šílený Max: Zběsilá cesta
- John Williams – Star Wars: Síla se probouzí

### Ocenění Pauline Kael – objev roku
Daisy Ridley – Star Wars: Síla se probouzí
- Alicia Vikander – Dánská dívka, Ex Machina
- Jacob Tremblay – Room
- Kitana Kiki Rodriguez – Transdarinka
- Bel Powley – Deník puberťačky